# Стрільбицьке нафтове родовище
Стрільбицьке нафтове родовище — належить до Карпатської нафтогазоносної області Західного нафтогазоносного регіону України.

## Опис
Розташоване у Старосамбірському районі Львівської області на відстані 5 км від м. Старий Самбір. 
Належить до північно-західної частини Скибової зони Карпат. 
Відкрите в 1860 р. У будові структур родовища беруть участь флішеві утворення крейди і палеогену Берегової скиби. Вони згруповані у вузькі асиметричні складки карпатського простягання: Стрільбицьку, розміром 2,5х1,0 м, висотою 700 м, та Старосільську, розміром 2,5х0,6 м, висотою 500 м. У 1989 р. отримано приплив нафти з інт. 366-416 м. 
Поклади пластові, склепінчасті, тектонічно екрановані. Режим Покладів пружний та розчиненого газу. За даними на 1.01 1994 р., 
Поклади Старосільської складки ще не розроблялись. Запаси початкові видобувні категорій А+В+С1: нафти — 353 тис. т; розчиненого газу — 13 млн. м³. Густина дегазованої нафти 849-878 кг/м³. Вміст сірки у нафті 0,40-1,05 мас.%.